# Drilling

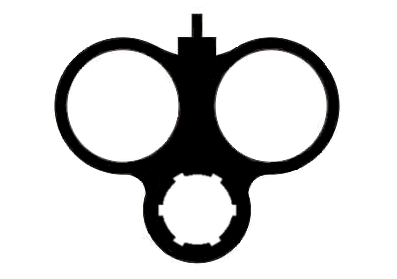
Drilling i genomskärning med två hagelpipor överst och en kulpipa underst.

En drilling är ett trepipigt eldhandvapen, oftast avsett för jakt, som fungerar enligt principen brytvapen. Flertalet drillingar är av tysk eller österrikisk tillverkning och de är i regel exklusiva vapen.
En drilling kan vara utformad på olika sätt. Den kan vara ett renodlat hagelvapen med tre hagelpipor men vanligast är en kombination av hagelvapen och kulvapen, med antingen två hagelpipor och en kulpipa eller en hagelpipa och två kulpipor. En drilling med två kulpipor har ofta samma kaliber i båda piporna men de kan även vara av olika kaliber, för olika sorters villebråd.
Fördelen med en drilling är att jägaren kan jaga många sorters vilt med samma vapen. Nackdelarna är att en drilling är tyngre att bära än ett enda vapen samt att den i regel blir dyrare än två vapen.